# 幻兽辞典
《想像的動物》（El libro de los seres imaginarios）是由阿根廷作家豪尔赫·路易斯·博尔赫斯與玛格丽塔·蓋雷洛（Margarita Guerrero）两人共同著作的文学作品。

## 概要
本書的第1版書名原為《奇幻動物學手冊》（Mannal de zoologia fantástica），於1957年发表。1967年的第2版增訂本開始則改名為《想像的動物》，之後則因應改版而陸續擴充內容，目前广为人知者則為1969年所發行的版本。在此版本中，包含了關於民间传说和文学中多達116种想像動物的描述。